# Hydroporus notatus
Hydroporus notatus är en skalbaggsart som beskrevs av Sturm 1835. Hydroporus notatus ingår i släktet Hydroporus och familjen dykare. Enligt den finländska rödlistan är arten nära hotad i Finland. Arten är reproducerande i Sverige. Artens livsmiljö är små tjärnar och gölar (även flarkar). Inga underarter finns listade i Catalogue of Life.

## Bildgalleri

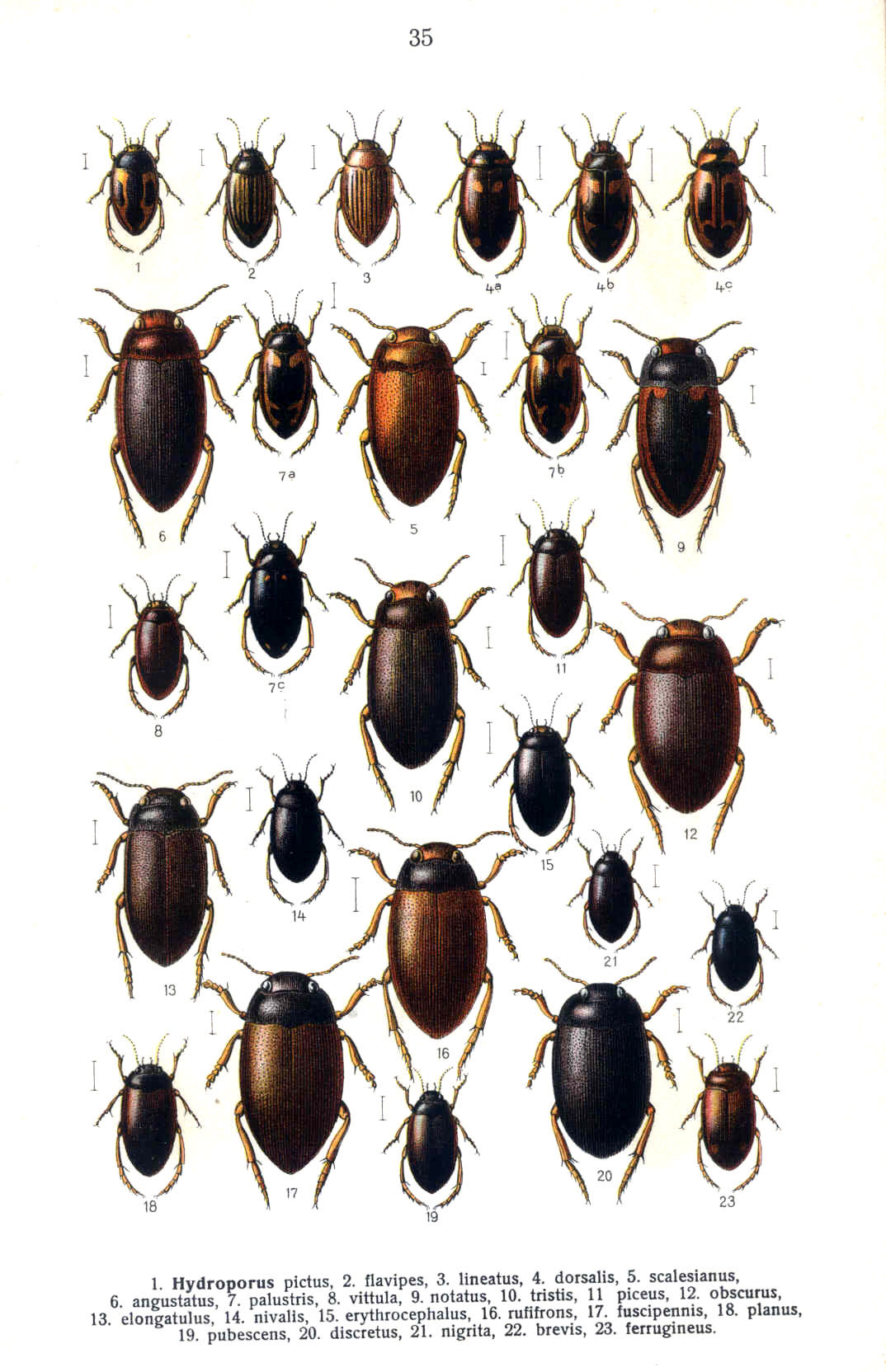
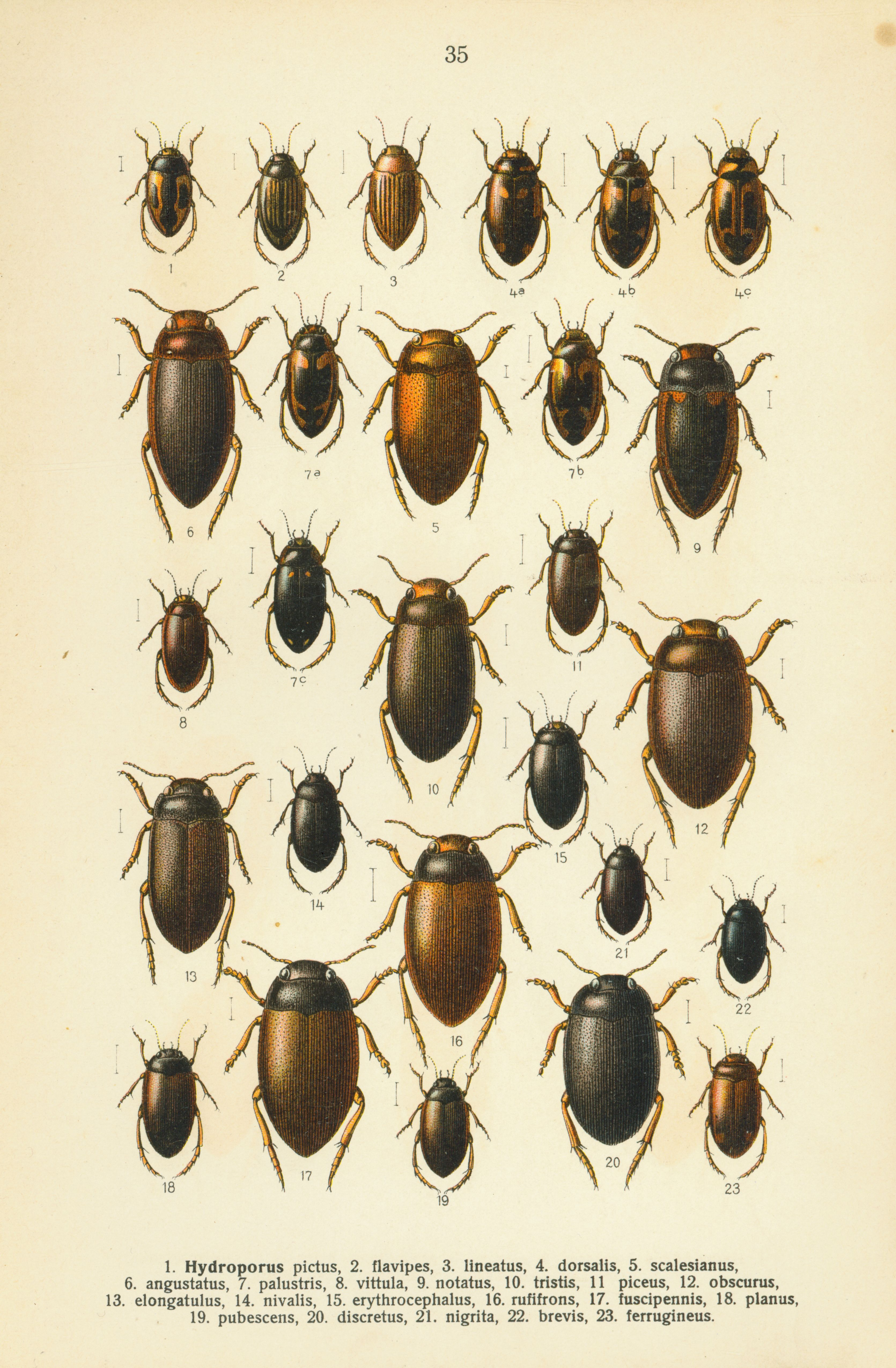